# I Can Hear the Heart Beating as One
I Can Hear the Heart Beating as One är ett musikalbum av Yo La Tengo. Albumet spelades in i Nashville, Tennessee och mixades i New York. Albumet släpptes genom skivbolaget Matador Records den 22 april 1997 och en deluxversion av albumet med nio extra spår släpptes 2002. Det sjuttonde spåret, "Busy with My Thoughts", finns också med på den japanska utgåvan av originalversionen. Spåret finns också på singeln Sugarcube.
Alla spår är skrivna av Yo La Tengo, förutom "Little Honda", en Beach Boyslåt som en hyllning till Brian Wilson och Mike Love. Spåret "My Little Corner of the World" skrevs ursprungligen av Hilliard och Pockriss och gjordes känd av musikern och aktivisten Anita Bryant. Basen i The Velvet Undergrounds "European Son" (okrediterat) och delar av Burt Bacharachs "Bird Bath" är inbäddade i spåret "Moby Octopad".
I Can Hear the Heart Beating as One är bland de mest populära albumen av Yo La Tengo. Musikstilen är en blandning av folkmusik, rock, shoegazing, electronic och kan kallas experimental. Albumet börjar med en lugn låt, "Return to Hot Chicken" och avslutas med en popig "My Little Corner of the World".

## Låtlista
1. "Return to Hot Chicken" – 1:38
2. "Moby Octopad" – 5:48
3. "Sugarcube" – 3:21
4. "Damage" – 4:39
5. "Deeper Into Movies" – 5:23
6. "Shadows" – 2:27
7. "Stockholm Syndrome" – 2:51
8. "Autumn Sweater" – 5:18
9. "Little Honda" – 3:07
10. "Green Arrow" – 5:43
11. "One PM Again" – 2:25
12. "The Lie and How We Told It" – 3:19
13. "Center of Gravity" – 2:42
14. "Spec Bebop" – 10:40
15. "We're an American Band" – 6:25
16. "My Little Corner of the World" – 2:24